# North Midway Island
North Midway Island – niezamieszkana wyspa należąca do Archipelagu Arktycznego znajdująca się w regionie Kivalliq, Nunavut, Kanada. Bliźniacza wyspa South Midway oddalona jest o około 200 metrów na południe. Wyspy te położone są w zatoce Chesterfield Inlet.